# 1860慕尼黑II
1860慕尼黑II是德國職業球會1860慕尼黑的預備組隊伍，位於慕尼黑市的傑辛區(巴伐利亞邦)。在2005年之前，球隊一直以1860慕尼黑業餘隊的名義參賽。於2018-19球季，球隊繼續出戰第五級別的巴伐利亞足球聯賽(南部)。
作為球會的第二梯隊，它以U21的形式運作。當中亦會派遣一隊的後備球員上陣，以保持後備球員的狀態，而部份U19球員亦會被挑選為二隊作賽。因此，它是作為青年球員們晉升到一隊的必經階段。

## 歷史[3]

### 1959至1963年
於1959年，1860慕尼黑業餘隊奪得巴伐利亞業餘乙組足球聯賽(上巴伐利亞)冠軍，並在升班附加賽(上巴伐利亞)擊敗了法芬賀芬，首次晉身巴伐利亞最高級別的足球聯賽，當時德國足球聯賽系第三級別的巴伐利亞業餘甲組足球聯賽(南)。巴伐利亞業餘甲組足球聯賽(南)覆蓋了巴伐利亞邦的南半部，與同級別的巴伐利亞業餘甲組足球聯賽(北)把巴伐利亞邦平分為兩大賽區。1860慕尼黑業餘隊是三支曾參與此級別的預備組球隊之一，另外兩隊為紐倫堡業餘隊及拜仁慕尼黑業餘隊。
球隊首季在此第三級別賽事中取得很好的成績，僅以五分之差落後聯賽冠軍施瓦本奧格斯堡，以亞軍為該賽季畫下句點。1860慕尼黑業餘隊於接著1960-61球季奪取了聯賽冠軍，而亞軍則為同市宿敵拜仁慕尼黑業餘隊。雖然已篤定能參與升班附加賽，但因預備組球隊不可參與高於第三級別的聯賽，再加上有九名球員已離隊他投。因此，1860慕尼黑業餘隊便放棄了出戰哈斯富爾特，對手為巴伐利亞業餘甲組足球聯賽(北)冠軍的升班附加賽。
經過上季季尾的損失，1860慕尼黑業餘隊只能以第十四位完成下一個球季(1961-62)，並且只僅僅避過降班的危機。但在接著的球季(1962-63)，球隊最終只排第十五位(降班)。而隨著德國足球聯賽系統於1963年重組(德甲成立)，球隊在1963-64的球季，便於新成立的第四級別巴伐利亞州級聯賽(南)裡競逐。

### 1963至1982年
於州級聯賽的第一個球季，1860慕尼黑業餘隊只能以第十二位完成該球季，僅僅避過降班至行政區聯賽。但在接著的下一個球季(1964-65)卻有很大的轉變，球隊雖未能奪得升班資格(只有冠軍才能升班)，但亦奪得於州級聯賽的首個亞軍(冠軍為考夫博伊倫)。而球隊亦在1966-67球季裡，奪得他們的第二個州級聯賽亞軍，當屆冠軍為拜仁慕尼黑業餘隊。
接著的數個球季，球隊均只排在中游位置。最終亦在1970-71球季失守，降班至為當時第五級別的行政區聯賽。另外，1860慕尼黑(一隊)更比他們早一個球季(1969-70)從德甲降班。
1860慕尼黑業餘隊於1973-74球季重返州級聯賽，亦同時在該季取得亞軍。可惜，球隊於1975-76球季再次降班至行政區聯賽。
球隊於1980-81球季再度重返州級聯賽，並於1981-82球季再次奪得亞軍。自1980-81球季起，州級聯賽亞軍亦擁有參加巴伐利亞足球聯賽-升班附加賽的資格。但因1860慕尼黑(一隊)出現財政問題，他們隨著德乙牌照亦被吊銷，亦於接著球季降班至當時第三級別的巴伐利亞業餘高級足球聯賽。而1860慕尼黑業餘隊除了失去參加升班附加賽的資格外，亦被強行降班。

### 1982至今
球隊在1989-90球季，奪得當時為第六級別的行政區聯賽(上巴伐利亞)冠軍後，直接升班至行政區高級聯賽(上巴伐利亞)，便展開重返高級別聯賽的旅程。於接著的1990-91球季，球隊以較佳得失球力壓同分的米斯巴赫排第二(聯賽首兩位可升班)，但可惜當時的賽制，即使得失球較佳亦需進行附加賽。最終，球隊於附加賽(爭奪亞軍)以總比數4:5敗給米斯巴赫，需留級於行政區高級聯賽(上巴伐利亞)。經過幾季的努力，球隊終於奪得亞軍(1994-95)，取得升班至巴伐利亞州級聯賽(南部)。
球隊升班至巴伐利亞州級聯賽(南部)首季，便隨即奪得當屆(1995-96)冠軍，是自1963年後，首度重返巴伐利亞高級足球聯賽。
1860慕尼黑業餘隊當時可說是氣勢如虹，重返巴伐利亞高級足球聯賽首季(1996-97)便摘冠，升班至當時第四級別的德國地區足球聯賽(南)，連續第三季取得升班資格。球隊在德國地區足球聯賽(南)競逐了四個球季，首三季均位列中游位置，但於2000-01球季只能以第十六位完成，需降回巴伐利亞高級足球聯賽。
回到巴伐利亞高級足球聯賽的首兩個球季(2001-02及2002-03)均只能屈居亞軍，而球隊的努力終於在第三個球季(2003-04)修成正果，以冠軍身份升班，重返德國地區足球聯賽(南)。
重返德國地區足球聯賽(南)後，球隊多數在中至下游位置徘徊，甚至有數個球季是接近降班邊緣。到了2005年，球隊隊名像德甲及德乙的預備組隊伍一樣，由業餘隊更改為二隊(II)，從此稱為1860慕尼黑II。
基於德丙在2008年成立，德國地區足球聯賽下降為第四級別聯賽，與此同時，亦失去多支高水準隊伍。在2008-09球季，球隊逃出了中下游行列，以第六名完成該季賽事。到了2012-13球季，球隊更奪得新成立的德國地區足球聯賽(巴伐利亞)冠軍。而賽制上，地區聯賽冠軍便有參加德丙的升班附加賽的資格，但球隊最終以總比數3:4敗給艾費斯堡，未能成功升班。在接著的兩個球季(2013-14及2014-15)，1860慕尼黑II亦以季軍完成賽事。
而最令人感到可惜的事情於2016-17球季降臨，由於1860慕尼黑(一隊)於當季護級(德乙)失敗需降班至德丙，但卻未能於期限前繳交牌照費用而被直接降至德國地區足球聯賽(巴伐利亞)。導致1860慕尼黑II即使以63分奪得亞軍，亦需降班至巴伐利亞足球聯賽。

## 榮譽[9]

### 聯賽
- 巴伐利亞業餘甲組足球聯賽(南)(III)
  - 冠軍：1960-61年
  - 亞軍：1959-60年
- 德國地區足球聯賽(巴伐利亞)(IV)
  - 冠軍：2012-13年
- 巴伐利亞高級足球聯賽(IV)
  - 冠軍：1996-97年，2003-04年
  - 亞軍：2001-02年，2002-03年
- 巴伐利亞州級足球聯賽(南部)(VI)
  - 冠軍：1995-96年
  - 亞軍：1964-65年，1966-67年，1973-74年，1981-82年
- 行政區高級聯賽(上巴伐利亞)（英语：Bezirksoberliga Oberbayern）(VII)
  - 亞軍：1994-95年

### 盃賽
- 上巴伐利亞盃
  - 冠軍：1997年，1998年，2003年

## 現役球員 (2021/22)[10]
(截至: 2021年8月13日)
| 德国     | 亨特馬克 (David Hundertmark) |
| 克罗地亚 | 柏夫洛域 (Dario Pavlovic)    |
| 德国     | 林貝加 (Marc Lamberger)      |
| 匈牙利   | 施捷基利 (György Székely)    |

| 德国 · 多哥 | 亞馬多斯 (Darius Amados)          |
| 德国        | 費爾達 (Alexander Freitag)        |
| 科索沃      | 賈斯基 (Leart Jasiqi)             |
| 德国        | 希治 (Moritz Heigl)               |
| 德国        | 路夫達 (Fabian Rother)            |
| 德国        | 史邦拿 (Valentin Sponer)          |
| 德国        | 華薛克 (Gabriel Wanzeck)          |
| 德国        | 貝爾 (Julian Bell)                |
| 德国        | 摩加拿 (Leandro Morgalla)         |
| 德国        | 奧亞夏馬 (Dominik Auerhammer)     |
| 德国        | 卻奧斯派特拿 (Vito Kreuzpaintner) |
| 德国        | 薛希 (Philipp Zech)               |
| 德国        | 基士拿 (Maxim Gresler)            |

| 德国 · 塞尔维亚 | 高華斯域 (Aleksandar Kovacevic)   |
| 德国            | 列貝特 (Moritz Leibelt)           |
| 克罗地亚        | 米利簡恩 (Claudio Milican)        |
| 德国            | 史賓尼斯貝加 (Timo Spennesberger) |
| 德国 · 克罗地亚 | 杜迪 (Leon Tutic)                 |
| 德国            | 迪查邱 (Johannes Ngounou Djayo)   |
| 瑞士            | 域治 (Nathan Wicht)               |
| 德国            | 曼赫特 (Marco Mannhardt)          |

| 德国            | 奧貝加 (Benedikt Auburger)        |
| 德国            | 布羅亞 (Anian Brönauer)           |
| 德国 · 几内亚   | 科拿亞 (Mussa Fofanah)            |
| 德国 · 科索沃   | 康祖希 (Valdrin Konjuhi)          |
| 德国 · 北馬其頓 | 尼斯利 (Samir Neziri)             |
| 德国            | 薛希迪巴奧亞 (Jeremie Zehetbauer) |
| 德国            | 卻路費爾 (Lorenz Knöferl)         |
| 奥地利          | 連斯比捷拿 (Tim Linsbichler)      |
| 塞尔维亚        | 高錫 (Milos Cocic)                |

備註：
 : 隊長
 : 一隊球員
 : U19球員
 : 球員兼守門員教練

## 外部連結
- （德文）1860慕尼黑官方網站
- （德文）巴伐利亞足球總會（页面存档备份，存于）
- （德文）巴伐利亞足球聯賽（页面存档备份，存于）
- http://www.abseits-soccer.com/clubs/1860.html（页面存档备份，存于）